# Сандлер, Игорь Борисович
Игорь Борисович Сандлер (род. 7 февраля 1956, Саратов, Саратовская область, CCCP) — советский и российский музыкант, музыкальный продюсер, радиоведущий, заслуженный работник культуры России.

## Биография

### Ранние годы
Родился 7 февраля 1956 года в Саратове в семье инженера Саратовского авиационного завода. С шести лет занимался музыкой. Увлекался рок-музыкой и слушал Beatles, Led Zeppelin, Doors, Deep Purple, Джими Хендрикса, Emerson Lake & Palmer. Окончил Саратовскую музыкальную школу, Саратовское музыкальное училище, дирижёрское отделение Саратовской государственной консерватории. Во время учёбы фарцевал музыкальной аппаратурой. В 1977 году играл в джаз-фолк-роковой группе Евгения Малышева «Селигер» при Калининской филармонии. В 1978 году во время приезда Элтона Джона в Россию Игорь пропустил экзамены в консерватории и поехал в Москву. Там ему удалось попасть на репетицию к известному музыканту, пообщаться с ним, а также проникнуть на концерт без билетов.

### «Интеграл»
В 1978 году присоединился в качестве клавишника к группе Бари Алибасова «Интеграл» и играл в ней по 1982 год. У молодого музыканта были собственные клавишные инструменты: орган «Crumer», стринг «Roland» и клавикорд «Hohner Clavinet D6», которые он купил у югославского певца Ивицы Шерфези и с которыми его охотно приняли в группу. Также отец музыканта изготовил для группы часть оборудования. Благодаря синтезаторам Сандлера группа получила новое «космическое» звучание и проводила эксперименты в области психоделической музыки, что привело к появлению новых образов артистов.
Во время концертов в Анапе Сандлер на спор с гитаристом Виктором Щедриным побрился налысо. Алибасов вначале был против, так как среди рок-музыкантов были приняты длинные волосы и пытался скрыть лысую голову клавишника шляпой (в других источниках — париком). Во время выступления Сандлер снял шляпу и бегал под стробоскопом в костюме инопланетянина, а зрители кричали: «Лысый! Лысый! Давай!». Новый образ клавишника так понравился публике, что затем Алибасов лично брил Сандлеру голову. Позже лысину стали мазать вазелином и приклеивать на неё нарезанную фольгу от шоколадных конфет, которая отражала свет от прожекторов, что нравилось публике. Алибасов позже шутил, что на лысине Игоря Сандлера группа «Интеграл» въехала в Москву. Также во время выступлений группы Сандлер летал над залом на парашютных стропах в дыму для которого использовали пиротехнику и сухой лед, освещаемый стробоскопами и авиационными лампами. Когда Вячеслав Зайцев подготовил для группы эскизы концертных костюмов, для Сандлера по этим эскизам пошили куртку с крыльями на спине. Он дополнил её лосинами, которые взял у жены-балерины, финскими сапогами с наклеенными блёстками и очками Ray-Ban. Зайцев также отдал к костюму чёрные кожаные мотоциклетные перчатки.
В 1980 году Игорь Сандлер вместе с группой стал лауреатом музыкального фестиваля «Тбилиси-80».
Вместе с другими музыкантами «Интеграла» Игорь Сандлер снялся в фильме Владимира Грамматикова «Звезда и смерть Хоакина Мурьеты», где сыграл одного из бандитов. По словам Сандлера, его партнёр по фильму «Звезда и смерть Хоакина Мурьеты» Александр Филиппенко позаимствовал у него образ лысой Смерти. А в 2008 году, когда Алексей Рыбников решил возродить рок-оперу «Звезда и смерть Хоакина Мурьеты» и сделал постановку в своём театре Игорь Сандлер уже сам исполнил в этой постановке роль Смерти.

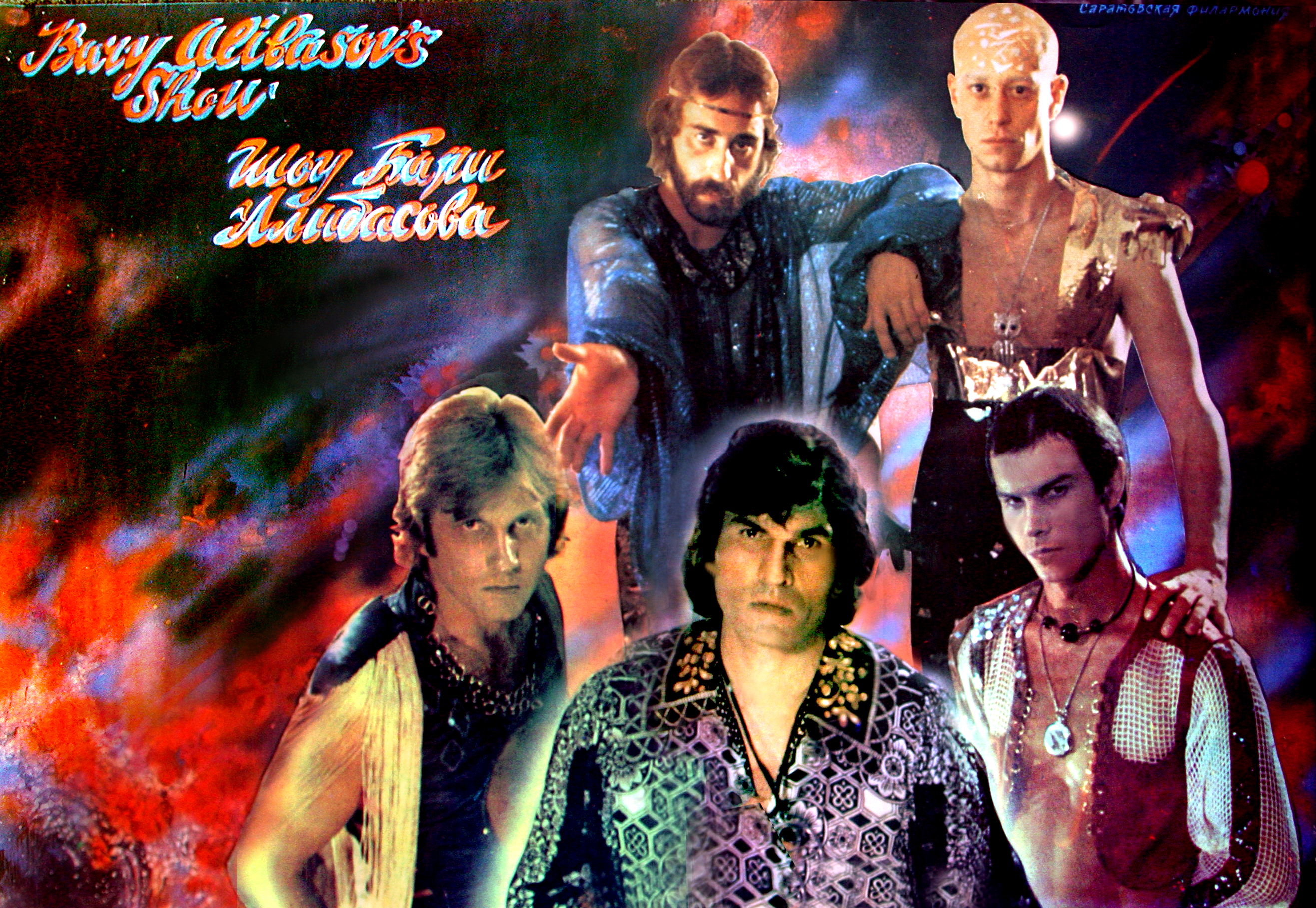
Группа «Интеграл». Сандлер - крайний справа во втором ряду
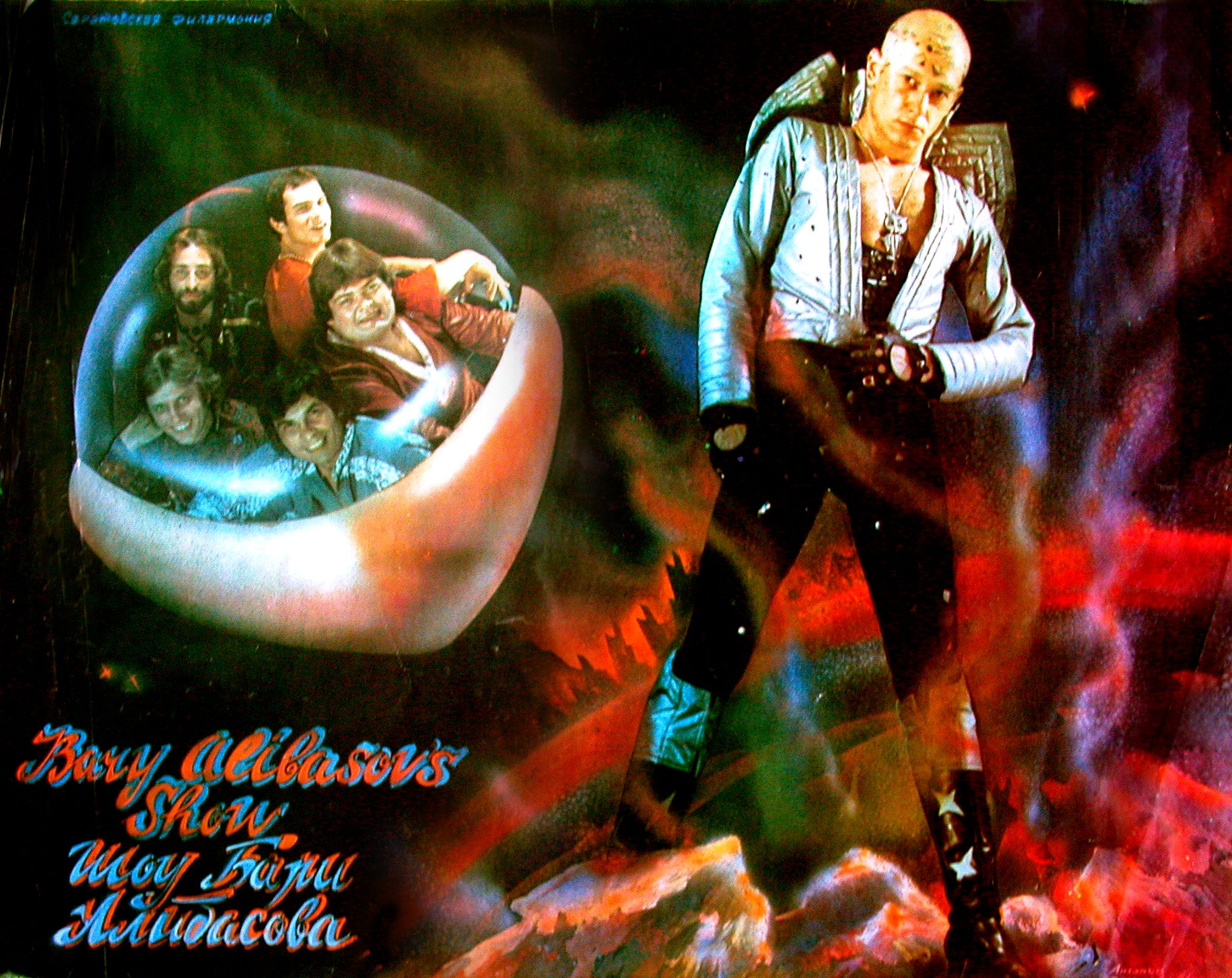
Сандлер в сценическом костюме с крыльями по эскизам Вячеслава Зайцева
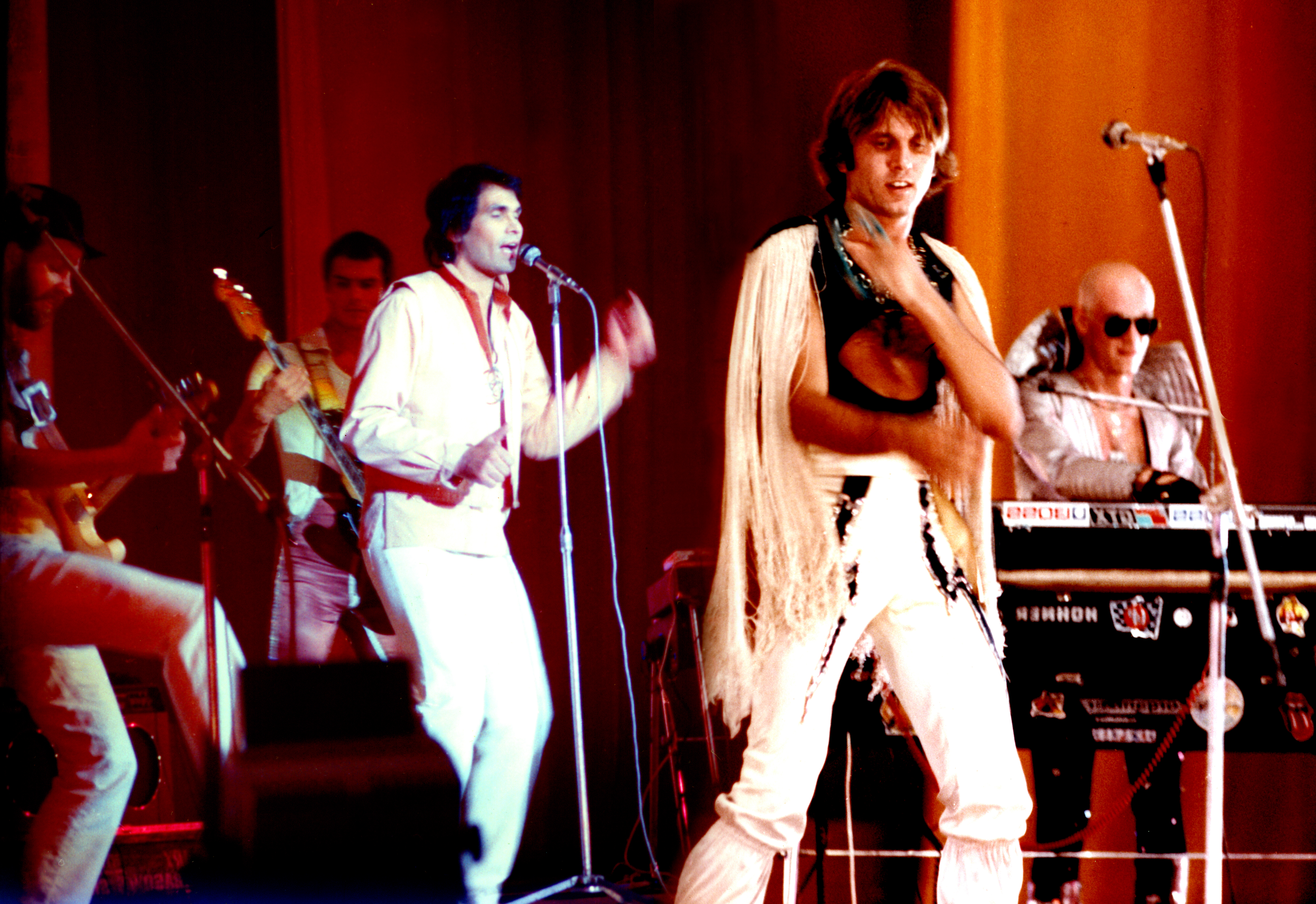
Игорь Сандлер за клавишами во время выступления группы
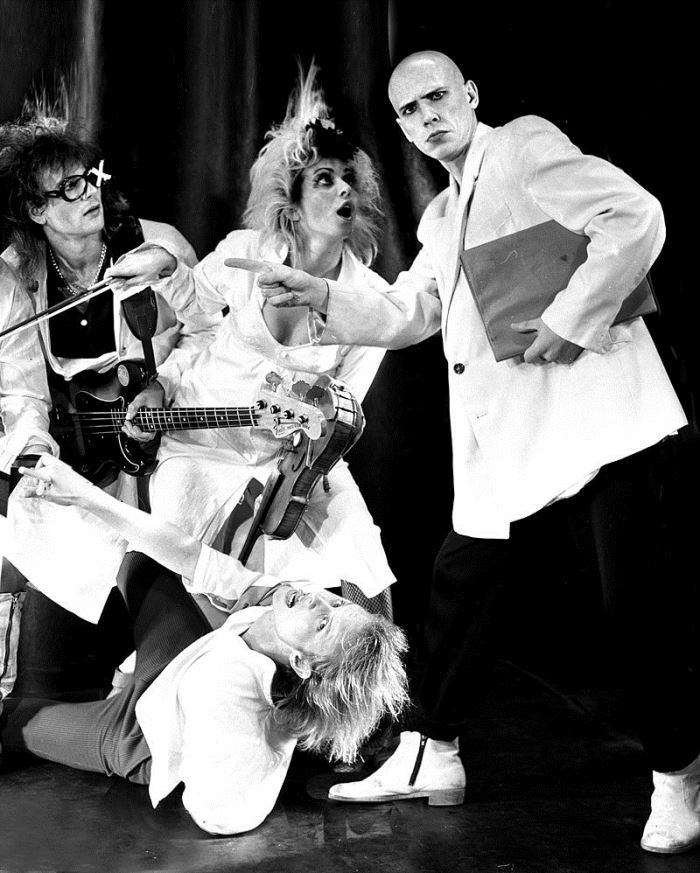
Группа «Интеграл». Сандлер - крайний справа

### «Индекс-398»
После ухода из «Интеграла» в 1982 году Игорь Сандлер создал собственную группу «Индекс-398». Группа была создана на базе ансамбля «Песни друзей» Липецкой филармонии, где Сандлер подобрал музыкантов, а также предоставил собственную музыкальную и световую аппаратуру. В 1983—1984 годах были подготовлены оригинальная программа из произведений классической музыки в рок-обработке. Одновременно Сандлер снимался в фильме Евгения Гинзбурга «Рецепт её молодости», вышедшем в 1984 году.
В 1985 году по приглашению Сандлера солистом группы стал Альберт Асадуллин ,с которым была подготовлена программа «Мир Земле», посвящённая 40-летию Победы в Великой Отечественной войне. В 1986 году Асадуллин ушёл из группы и 1988 году Сандлер пригласил нового солиста — Григория Лепсверидзе, которого случайно встретил в Сочи, где тот работал ресторанным певцом. Нового вокалиста обучили сценическим движениям, а поскольку фамилию было сложно выговорить, то её по предложению Сандлера сократили и он стал известен как Григорий Лепс. Для молодого музыканта это стало первыми шагами на профессиональной сцене и дало старт его дальнейшей профессиональной карьере.
Группа Сандлера гастролировала по Советскому Союзу, давала ряд сольных концертов на московском стадионе «Дружба». В 1987 году концерт группы транслировался по центральному телевидению в программе «Мир и молодёжь». Также в этом году группа стала лауреатом всесоюзного конкурса «Золотой Камертон-87», организованном газетой «Комсомольская правда» и Всесоюзной фирмой грамзаписи «Мелодия».
В 1989 году английский продюсер и режиссёр Барри Уайт поставил русскоязычную версию мюзикла памяти Элвиса Пресли «Парень, который осмелился на рок». Для этого он организовал конкурс среди советских групп и группа Сандлера победила в нём. Премьеры мюзикла прошли в декабре 1989 года в Москве и Ленинграде. Также Уайт планировал вывезти группу на гастроли в Великобританию. Но, вследствие пожара на технической базе, сгорело всё оборудование, а также погибли звукорежиссёр и техник группы. Барри Уайт вскоре тоже погиб в автокатастрофе, после чего гастроли были сорваны.
В начале 1990 года в Большом концертном зале Олимпийской деревни Москвы «Индекс-398» показал музыкальный спектакль «Спортивные миниатюры», в котором участвовали звёзды акробатики и художественной гимнастики СССР. Весной 1990 года Сандлер оставил группу «Индекс-398» и уехал в Великобританию, где с музыкантами погибшего продюсера Барри Уайта основал группу «Red Rock» и играл в небольших концертных залах и по пабам.

### «Тевье Молочник»
В начале 1990 годов Сандлер вернулся в Россию. Он посчитал что не сможет создать достойную рок-группу из-за популярности поп-музыки, поэтому решил заниматься бизнесом. Пробовал торговать колбасой и йогуртами, но этот бизнес не был успешен. Возил иностранцев на экскурсии в Россию. На деньги, заработанные в Великобритании он купил оборудование по производству упаковки Pure-Pak, так как в то время на российском рынке не было соков в бумажной упаковке. По договоренности со знакомым директором Останкинского молочного комбината он запустил на мощностях комбината линию по производству соков. Партнёры экспериментировали с различными товарами и смежными нишами. Отец бизнесмена помог ему наладить производство на Саратовском авиационном заводе копий английского технологического оборудования для производства упаковки, которое стали поставлять молочным заводам. В 1997 году на зеленоградском хлебокомбинате Сандлер организовал первое в стране производство пряников с начинкой, а потом переоборудовал линии для производства глазированных сырков с начинкой «Зебра». Затем производство было перенесено на мощности предприятия «Коломнамолпром», которое Сандлер вскоре выкупил. После того как на рынке в этой нише появилось много конкурентов производство стало невыгодным. Был произведен ребрендинг. В начале 2000-х годов получил сертификат на производство кашрута. С 2006 года молочная продукция стала продаваться как кошерный «премиальный» продукт под брендом «Тевье Молочник».
Владелец компании «Альянс МОЛОКО». Сандлеру принадлежат молокоперерабатывающий завод «Коломна Молоко», завод по производству упаковки «Интерпак».

### Журналистика и литературная деятельность
С 2009 года вёл программу «Молочные братья» на «Русской службе новостей». Программа в течение семи лет еженедельно в выходила прямом эфире, включала музыкальные и культурные новости, а также беседы с известными музыкантами. Гостями программы стали музыканты групп AC\DC, Black Sabbath, Guns N’ Roses, Rainbow, Deep Purple, Rolling Stones, Sex Pistols, Scorpions, Grang Funk, российские знаменитости, такие, как Иосиф Кобзон, Гарик Сукачев, Лариса Долина, Дмитрий Дибров и многие другие звезды российского и зарубежного шоу-бизнеса. Специально для программы Игоря Сандлер брал интервью у мировых звезд, среди которых Брайан Мэй и Роджер Тейлор (Queen), Ринго Старр (The Beatles), Оззи Осборн (Black Sabbath), Чак Берри, Билли Айдол, Хью Лори, Джеф Бек и многие другие.
Также вёл музыкальную программу радио-мост «Музыкальный салун» на радио RUSA.
Игорь Сандлер опубликовал ряд книг, которые посвящены шоу-бизнесу, а также и достижениям евреев в различных сферах жизни. Книга «Парк советского периода : советско-израильские отношения в зеркале политической карикатуры» с предисловием Бориса Ефимова основана на коллекции антиизраильских карикатур, которые отец Сандлера собирал с 1950-х годов. В 2004 году в издательстве «Гешарим» совместно с отцом выпустил библиографический справочник «Евреи, кто они?», затем двухтомник о еврейских ученых «Список Сандлера. Люди, изменившие мир». В 2014 году совместно с другом-журналистом Валерием Кучеренко издали биографический двухтомник о владельцах, продюсерах и менеджерах шоу-бизнеса «Гиганты шоу-бизнеса». Также выпустил многотомную энциклопедию «Список Сандлера: Люди, изменившие музыку». Особенностью энциклопедии стало, что помимо биографий известных музыкантов в неё также включен биографии музыкантов, обычно остающихся не в фокусе внимания прессы: студийных и гостевых музыкантов, сайдменов, но которые имеют вклад в развитие современной музыки.

### Продюсерская и организаторская деятельность
В 2007 году поставил в Москве шоу «Ближе к Луне».
В 2010 году основал собственную свою звукозаписывающую студию и продюсерский центр. В 2013 году был основан Фонд Игоря Сандлера для поддержки одарённых детей и молодёжи. Соучредителями фонда также стали Иосиф Кобзон, Вячеслав Зайцев, Лариса Долина, Игорь Бутман, Олег Газманов, Михаил Мень, Игорь Ларионов.
В 2011 году получил звание заслуженного работника культуры России.
В 2013 году Игорь Сандлер выступил в качестве продюсера и организатора первого российского фестиваля гитарной музыки в Плёсе Ивановской области.
С 2014 года проводит международный конкурс юных и молодых исполнителей «Золотая нота».
В 2016 году организовал первый в России детский рок-фестиваль «Kids Rock Fest», который прошёл в Москве и собрал 50 тысяч зрителей.
Осенью 2017 года совместно с газетой «Вечерняя Москва» принял участие в создании музыкального шоу для сетевого телевидения в жанре мастер-класса «Площадь Согласия», в котором также стал членом жюри.
В 2018 году продюсерский центр Игоря Сандлера провёл «Led Zeppelin Fest», приуроченный к 50-летию культовой группы. На шоу известные российские музыканты исполняли произведения группы «Led Zeppelin».
В 2019 году организовал под Тулой рок-фестиваль «Russian Woodstock», приуроченный к пятидесятилетию фестиваля «Вудсток». В фестивале приняли участи 50 рок-групп из разных стран и посетило более 5 тысяч зрителей. В 2020 году рок-фестиваль «Russian Woodstock. Мир Любовь Музыка» прошёл в Москве, в нём приняли участие музыканты из России, США, Испании, Японии, Кубы, Израиля, Болгарии и посетило более 6 тысяч человек. На фестивале по инициативе Сандлера Лариса Долина исполнила с симфоническим оркестром песни Led Zeppelin «Black Dog» и «Stairway to Heaven». Также в фестивале приняли участие подопечные Фонда поддержки одаренных детей Игоря Сандлера. В 2021 году «Russian Woodstock. Мир, Любовь, Музыка» вновь был проведен на ВДНХ , в рамках фестиваля также состоялось награждение премией «Russian Woodstock» и организована детская часть фестиваля «Kidsrock Woodstock». Из-за ограничений, связанных с пандемией Covid-19 фестивальную площадку смогло посетить немногим более 500 обычных зрителей, а более 3 тысяч билетов были отданы врачам в знак благодарности за их работу во время пандемии.
В июле 2022 года провёл на ВДНХ фестиваль прогрессивной музыки «SANDLERFEST» в котором приняло участие 130 музыкальных коллективов из разных стран и который собрал около 20 тысяч зрителей. В рамках фестиваля также были площадки, где классика мировой рок-музыки исполнялась в академическом исполнении с симфоническим оркестром, а русская классика исполнялась в рок-аранжировках, также прошёл «ROCKNMOB». Ещё одним событием фестиваля объединение более 500 музыкантов в рок-группу, которая исполнила несколько композиций. Осенью 2022 года открыл детскую рок-школу «Золотая нота», в которой педагогами стали Алексей Глызин, Александр Иванов, Бари Алибасов и другие.
В 2023 году был членом жюри Большого зимнего фестиваля музыки в Казани.
Ежегодно организовывает вечера памяти умерших музыкантов Александра Барыкина, Александра Монина, Эдуарда Артемьева и других.
С 1977 года собирает коллекцию клавишных инструментов, которая хранится в музее при продюсерском центре. Эдуард Артемьев подарил музею свой синтезатор Hartman.

## Дискография

### В составе группы «Интеграл»
- 1980 — «Подпольный концерт»
- 1980 — «Тбилиси 80»
- 1981 — «Интеграл-1981»

### В составе группы «Индекс 398»
- 1981 — «Концерт в Балашове»
- 1981 — «Песни из к/ф „Не бойся, я с тобой“»
- 1982 — «Сборник»
- 1985 — «Мир Земле»
- 1987 — «Лабиринт»
- 1988 — «Бешеный день»

### В составе группы «Red Rock»
- 1991 — «Red Rock»

### Сольные альбомы «Sandler Show»
- 2006 — «Sandler Show»
- 2013 — «Sandler Show extended» (2DVD, Audio CD)

## Фильмография

### Актёр
| Год  |   | Название                        | Роль                                     |
| ---- | - | ------------------------------- | ---------------------------------------- |
| 1982 | ф | Звезда и смерть Хоакина Мурьеты | бандит                                   |
| 1983 | ф | Рецепт её молодости             | Смерть                                   |
| 2013 | ф | Life in Rock                    | в роли самого себя, документальный фильм |

### Продюсер
| Год  |   | Название   | Примечание                                  |
| ---- | - | ---------- | ------------------------------------------- |
| 2013 | ф | Живая душа | документальный фильм об Александре Барыкине |
| 2013 | ф | Good Монин | документальный фильм об Александре Монине   |